# Päikese lapsed
Päikese lapsed (zu deutsch Sonnenkinder) ist der Titel eines estnischen Spielfilms aus dem Jahr 1932. Er ist auch unter seinem finnischen Titel Auringon lapset bekannt. Päikese lapsed gilt als erster wirklicher estnischer Tonfilm.

## Film
Regisseur der ersten estnisch-finnischen Filmproduktion war der estnische Filmpionier Theodor Luts (1896–1980). Die Musik schrieb der finnische Komponist Georg Malmstén, die Liedtexte der finnische Filmproduzent Erkki Karu, der ebenfalls an der Entstehung von Päikese lapsed beteiligt war.
Der Film kostete nach unterschiedlichen Angaben zwischen 25.000 und 30.000 Estnische Kronen, eine große Summe für die damalige Zeit. Sie wurden teilweise durch die Einnahmen eines Miss Estonia Wettbewerbs der Zeitung Päevaleht aufgebracht.
Der Film wurde von 6. bis 27. August 1932 in Keila-Joa, Pärnu, Tallinn, Pirita-Kose und Rannamõisa gedreht. Einige Teile des Films sind heute nicht mehr erhalten. Die Dreharbeiten wurden erschwert durch schweren Regen, bewölktes Wetter und die gelegentlichen Launen der 1932 zur Miss Estonia gewählten Nadežda Peedi-Hoffmann, die im Film eine Hauptrolle spielt.
Päikese lapsed war der erste Tonfilm der estnischen Filmgeschichte. Er wurde aus technischen Gründen zunächst ohne Ton gedreht. Die Musik, Stimmen und Synchronisation wurden im Oktober 1932 in Helsinki aufgenommen, da es damals in Estland weder die technischen Möglichkeiten noch die notwendige Erfahrung gab.
Der Film hatte am 3. November 1932 im Tallinner Kino Modern Premiere. Anschließend fanden Aufführungen in allen wichtigen Kinos in ganz Estland statt. Die geplante finnische Filmpremiere blieb aus. Dort wurde der Film erst im November 2002 erstmals gezeigt.
Päikese lapsed sollte für fünfzehn Jahre der letzte estnische Tonfilm bleiben. Erst 1947, nach dem Ende des Zweiten Weltkriegs, drehte Herbert Rappaport den politischen Auftragsfilm Elu tsitadellis („Das Leben in der Zitadelle“).

## Handlung
Der Kunstmaler Arno braucht eine schöpferische Pause. Er verbringt seinen Urlaub an einem schönen Ort mit seiner blonden Geliebten, der Tänzerin Helja. Der junge Künstler malt, das Mädchen tanzt am idyllischen Ostsee-Strand.
In die Sommerfrische fährt mit einigen studentischen Freunden auch die brünette Schönheit Margot. Sie trennt sich von der Gesellschaft und rudert allein auf das Meer hinaus. Durch ein Unglück droht sie zu ertrinken. Arno eilt Margot zu Hilfe und rettet die junge Frau. Es ist für Arno Liebe auf den ersten Blick. Gemeinsam fahren die beiden nach Pärnu.
Die verlassene Helja drückt ihre Verlassenheit und Verzweiflung in einem leidenschaftlichen Tanz am Ufer aus. Die Liebesgeschichte zwischen Arno und der hochmütigen und widerspenstigen Margot will aber nicht richtig klappen. Auch der Vater des reichen Fräuleins ist vom Kunstmaler nicht begeistert und erhofft sich eine bessere Partie für seine Tochter.
Arno kehrt daraufhin zu Helja zurück. Abermals sitzen sie zusammen am Strand, sie schauen auf das Meer hinaus und singen ein romantisches Lied. Es endet mit den Worten: „Ihr teuerster Schatz wird immer grenzenlose Sanftmut sein - glücklich die zwei Sonnenkinder“.